# Моррис, Джеймс (хоккеист на траве)
Джеймс Стюарт Милнер Моррис (англ. James Stuart Milner Morris, 7 декабря 1940) — британский хоккеист (хоккей на траве), нападающий.

## Биография
Джеймс Моррис (в других источниках Стюарт Моррис, Джеймс Миллнер) родился 7 декабря 1940 года.
В 1968 году вошёл в состав сборной Великобритании по хоккею на траве на Олимпийских играх в Мехико, занявшей 12-е место. Играл на позиции нападающего, провёл 6 матчей, забил 1 мяч в ворота сборной Малайзии.